# Georges Wybo
Eugène Adolphe Henri Georges Wybo est un architecte français né le 11 octobre 1880 dans le 1er arrondissement de Paris et mort le 18 janvier 1943 à Neuilly-sur-Seine.

## Biographie
Fils de bijoutier parisien, il fait ses études aux Beaux-Arts de Paris et publie un recueil de maisons rurales.  
Il est inhumé au cimetière du Montparnasse (18ème division)

## Œuvre
- 1909 : le tombeau de Caran d'Ache à Clairefontaine-en-Yvelines
- De 1911 à 1912 : casino de Deauville
- En 1912 : architecte des magasins du Printemps
- 1913 : hôtel Royal de Deauville avec Théo Petit
- De 1917 à 1921 : les Grands Moulins de Paris dans le XIIIe (annexe de l'université Paris-VII)
- 1923 et 1930 : Entrepôts du Printemps
- 1928 : 
  - hôtel George-V à Paris
  - garage automobiles Citroën à La Baule-Escoublac (détruit vers 1970 et remplacé par le palais des congrès)[7]
- 1929 : hôtel du Golf à Deauville
- 1931 : 
  - théâtre des Ambassadeurs (actuel espace Cardin)
  - réaménagement d'une partie des messageries de la gare Saint-Lazare pour y établir le palais des expositions Citroën[8]
- 1933 : Monoprix de Dijon